# Cibadak (Banjarsari)
Cibadak is een bestuurslaag in het regentschap Ciamis van de provincie West-Java, Indonesië. Cibadak telt 7422 inwoners (volkstelling 2010).